# WOR
WOR (710 AM) es una estación de radio clear channel con licencia en la Ciudad de Nueva York, propiedad de iHeartMedia. La estación transmite programas de conversación, tanto locales como licenciados (syndicated), estos últimos principalmente de Premiere Networks, incluyendo The Rush Limbaugh Show, The Sean Hannity Show, y Coast to Coast AM. Desde 2016, la estación ha servido la filial para Nueva York de NBC News Radio.
La WOR es la estación cabecera de los Mets de Nueva York (béisbol) y los equipos de football americano y baloncesto masculino de la Universidad de Rutgers. La estación también emite The WOR Sports Zone (Zona Deportiva WOR), con Pete McCarthy, inmediatamente antes y después de los juegos de los Mets. Cuando el equipo está inactivo, McCarthy realiza un programa deportivo entre semana de 6 a 9 de la noche, seguido por el programa de finanzas familiares de Dave Ramsey.
Sus estudios se encuentran en el antiguo Edificio AT&T, ubicado en el barrio Tribeca de Manhattan, y su transmisor se ubica en Rutherford, Nueva Jersey. La WOR comenzó a emitir en febrero de 1922, y es una de las más antiguas estaciones de radio en los Estados Unidos, con un indicativo de tres letras característico de una estación que data de la década de 1920. También es la única estación en la ciudad en haber conservado su indicativo inicial, el más antiguo utilizado continuamente en el área.

## Historia

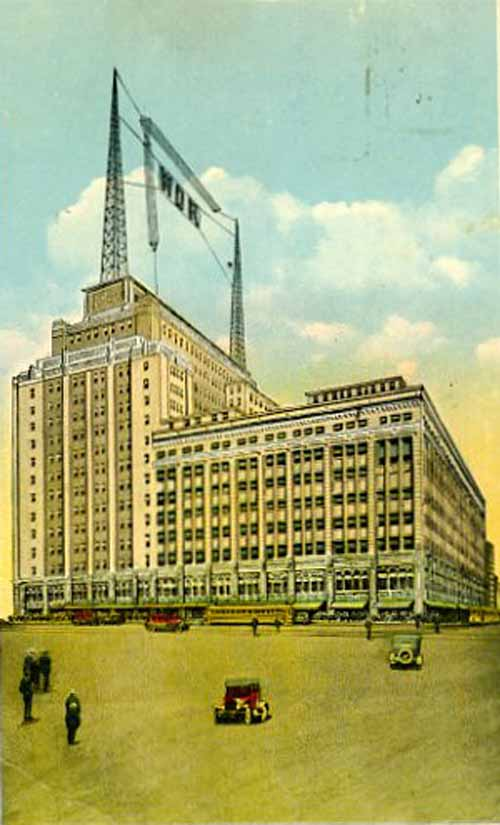
Con un estudio en el sexto piso y una vistos antena en el techo en su tienda de Newark, Bamberger lanzó la WOR para vender más radios.

El propietario original de la WOR fue la tienda por departamentos Bamberger de Newark, Nueva Jersey. A principios de 1922, la tienda vendía receptores de radio, y la estación fue puesta en el aire para promocionar los receptores, así como para publicidad en general. El 1 de diciembre de 1921, el Departamento de Comercio de EE. UU. había reservado una sola longitud de onda, de 360 metros (833 kilohercios) para que las estaciones de radio emitieran programas de "entretenimiento". La tienda aplicó para una licencia que le fue otorgada el 20 de febrero de 1922 con el indicativo WOR, asignado al azar.
La estación hizo su primera emisión el 22 de febrero de 1922, usado un transmisor De Forest en un estudio ubicado en un piso superior. La primera transmisión se realizó utilizando un micrófono casero construido uniendo un megáfono a una boquilla de teléfono, mientras que se reprodujo un disco de Al Jolson con la canción "April Showers".
Otras tres estaciones de radiodifusión ya estaban en el aire transmitiendo en 360 metros: WJZ (ahora WABC), también en Newark, operado por la Radio Corporation of America (RCA); WNO, operado por el Jersey Journal en Jersey City; y WDT, propiedad de Ship Owners' Radio Service en Stapleton, Nueva York. El que las tres estaciones ocuparan la misma longitud de onda requería un acuerdo entre las estaciones para que se repartiesen las horas de transmisión, lo cual pronto se hizo complicado. Para junio de 1922, un total de diez emisoras regionales emitían en 360 metros. Esto restringió el número de horas disponibles para WOR, facultada para emitir apenas un par de horas a la semana.
En septiembre de 1922, el Departamento de Comercio aparto una segunda longitud de onda para "entretención" (de 400 metros 750 kHz) para las estaciones "Clase B" que tuviesen equipos y programación de calidad. En la región de Nueva York, esta frecuencia le fue asignada a WOR junto con dos estaciones propiedad de la American Telephone & Telegraph Company (AT&T), WBAY y WEAF (ahora WFAN). En mayo de 1923 se anunciaron nuevas frecuencias de radiodifusión "Clase B", incluyendo tres para el área Newark/Nueva York. La WOR se trasladó a 740 kHz, compartiendo señal con WDT (que cerró a finales de año) y una nueva estación de la RCA, WJY, la cual rara vez utilizó los espacios que tenía asignados, y para el verano de 1926 WOR comenzó a operar a tiempo completo. En junio de 1927, la Federal Radio Commission (FRC) trasladó a WOR a su actual frecuencia de 710 kHz. El 11 de noviembre de 1928, en virtud de la Orden General 40, esta frecuencia fue designada clear channel, con WOR tomando una posición dominante.
En diciembre de 1924, WOR abrió un estudio en Manhattan, de modo que las estrellas radicadas en Nueva York pudieran tener un mejor acceso a la estación. Más tarde, en 1926, WOR se mudó desde el estudio ubicado en el piso 9 de Chickering Hall en el número 27 de la Calle 57 Oeste al 1440 de Broadway, a dos cuadras de Times Square.
La WOR fue la estación principal entre las 16 que formaron la Columbia Broadcasting System (CBS), la cual inició transmisiones el 18 de septiembre de 1927. En colaboración con las estaciones de radio WGN de Chicago, y WLW de Cleveland, WOR formó la Mutual Broadcasting System en 1934 y se convirtió en su estación cabecera en Nueva York. La Mutual fue una de las "Cuatro Grandes" redes nacionales de radio en los Estados Unidos entre las décadas de 1930 y 1980. En 1941, la estación cambió su ciudad de licencia de Newark a Nueva York. Sin embargo, esta se había establecido en Nueva York desde sus primeros días, habiendo situado sus estudios allí dos años después de fundarse.
En 1957, la WOR terminó su relación con la Mutual y se convirtió en una estación independiente, y la estación WAAT de Newark (hoy WNYM, Hackensack NJ) tomando la afiliación de la cadena. No obstante, la WOR continuó emitiendo por varios años el programa "Top of the News", del comentarista Fulton Lewis, Jr., el cual se emitía por 15 minutosde lunes a viernes a las 7 de la noche. Durante un par de años a finales de la década de 1950, WOR emitió algunos partidos de los Cardenales de San Luis, patrocinados por Budweiser, luego de que los Dodgers y los Gigantes de Nueva York se mudaran a California.
En 1941, la WOR empezó a emitir en la banda FM con la emisora W71NY (now WEPN-FM), on the air, habiendo experimentado con la estación W2XWI desde su transmisor de Carteret, New Jersey a partir de 1938.  Entre 1952 y finales de los setenta, la estación fue propiedad de la RKO General Broadcasting. En 1949, la WOR fundó una estación televisiva, WOR-TV, canal 9. Esta pasó a llamarse WWOR-TV luego de que las estaciones de radio y TV fueron vendidas a compañías separadas en 1987 (debido a una regulación de la FCC que por aquel entonces le prohibía a las estaciones compartir indicativos si tenían distintos dueños).
Entre la década de 1930 e inicios de los años 1980, WOR era una estación full-service, emitiendo programas musicales, noticiosos y de conversación. Si bien se ponía énfasis sobre los dos últimos formatos, también se enitía una selección de standards y canciones del género adult contemporary. La WOR emitía una continuidad musical entre las 6 y las 9 a. m. y luego entre las 3 y las 6 p. m. La WOR también emitía música durante las tardes del fin de semana. En las encuestas, WOR estaba clasificada como una estación de "música suave y conversación" a diferencia de "noticias y conversación" hasta 1984. Entre 1983 y alrededor de 1985, WOR gradualmente eliminó su programación musical, pasando a su actual formato de conversación. Entre sus locutores destacaron el pionero de la radio infantil, Don Carney (conocido como "Uncle Don"), Ed y Pegeen Fitzgerald, Arlene Francis, Patricia McCann, Long John Nebel, Bernard Meltzer, Barry Farber, Jean Shepherd, el dúo cómico Bob and Ray, Jack O'Brian, Bob Grant and Gene Klavan. Entre el 15 de abril de 1945 y el 21 de marzo de 1963, la columnista de prensa Dorothy Kilgallen y su esposo Dick Kollmar (1910–1971) realizaron un programa matinal en la WOR titulado Breakfast With Dorothy and Dick.
La estación era reconocida por sus detallados boletines de 15 minutos cada hora. Notables periodistas como Henry Gladstone, Harry Hennessey, John Wingate, Lyle Vann, Peter Roberts, y Roger Skibenes fueron la columna vertebral del departamento de prensa. La WOR introdujo boletines de tráfico en vivo desde helicópteros con "Fearless" Fred Feldman, y más tarde George Meade.  Por desgracia, el 10 de enero de 1969, el reportero subrogante Frank McDermott falleció cuando su helicóptero se estrelló con un edificio en Astoria, Queens durante un boletín.  El edificio se incendió y el cuerpo de McDermott fue hallado cerca.
El espacio más famoso de la WOR fue su matinal Rambling with Gambling, el cual se emitió continuamente entre marzo de 1925 y septiembre del 2000 a través de tres generaciones: John B. Gambling, su hijo John A. Gambling, y su nieto John R. Gambling, este último pasando a la WABC tras su cancelación, emitiendo hasta enero de 2008, regresando a la WOR en mayo de aquel año.  Pese a no ser la favorita entre los jóvenes, la WOR fue la estación de Nueva York más escuchada entre este grupo durante el invierno. Personas de todas las edades sintonizaban el 710 AM para escuchar a los Gambling anunciar una lista completa de escuelas cerradas en los estados de Nueva York, Nueva Jersey y Connecticut, en un estricto orden alfabético.  John R. Gambling se jubiló de la WOR en diciembre del 2013, actualmente realizando un programa al mediodía en la estación WNYM.
El primer transmisor de la WOR estuvo ubicado en Carteret, New Jersey con dos torres y un cable suspendido entre estas a través de una catenaria.  Este transmisor hizo de la WOR la primera estación con una potencia de 50,000 watts en los EE. UU. Con el paso del tiempo, la mayor presencia de edificios empezó a afectar la señal, y la estación buscó un nuevo sitio.  Alrededor de 1966, la FCC le otorgó un permiso para construir en Lyndhurst, NJ. El sitio actual comprende tres antenas de 692 pies arreglados de forma triangular, ubicándose a una milla de los transmisores de las estaciones WLIB y WINS. Si las condiciones son favorables, la WOR puede escucharse de noche en partes de Europa y el África.  Comparte su estatus "Clase A" en los 710 kHz con las emisoras KIRO de Seattle, Washington, KEEL de Shreveport, Luisiana, y WAQI de Miami, Florida and operates 24 hours per day. 

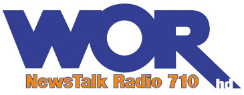
Anterior logotipo, utilizado hasta diciembre del 2013

El 2 de enero del 2013, la WOR agregó a Mark Simone (ex-WABC) a su equipo matutino. La WOR ofrece diez horas de programación local y en directo en días hábiles, el resto siendo llenado con programas licenciados. Al mismo tiempo se introdujo el lema "New York's Only Live and Local News and Conversation" ("La únicas noticias y conversación en vivo de Nueva York"). A finales del 2014, el excomentarista deportivo de la WNBC. Len Berman y el locutor de Tampa Bay Todd Schnitt se integraron luego de que WOR cancelara el programa Elliot in the Morning, del formato "shock jock", emitido desde la estación de rock alternativo WWDC-FM de Washington D. C. (también propiedad de iHeartMedia). 
Schnitt abandonó la WOR en octubre del 2017, con Berman siendo el único locutor matutino.
El 1 de enero del 2014, los programas de Rush Limbaugh y Sean Hannity empezaron a transmitirse en la WOR, tras abandonar la WABC. Esto, debido a que la WOR quería acceder a las populares producciones de Premiere Networks, propiedad de iHeartMedia, para subir su rating.
El 4 de noviembre del 2013, la WOR y los Mets de Nueva York anunciaron que a partir de la temporada regular 2014, la radio empezaría a emitir los juegos del equipo.

## WOR Radio Network
La WOR fue anteriormente la cabecera de la ahora desaparecida WOR Radio Network, la cual distribuía programación a otras emisoras. Después de que la radio fuese vendida a Clear Channel Communications, la WOR Radio Network fue absorbida por Premiere Networks.

## Leer más
The Airwaves of New York: Illustrated Histories of 156 AM Stations in the Metropolitan Area, 1921-1996, de Bill Jaker, Frank Sulek y Peter Kanze, 1998.
- Datos: Q3564763
- Multimedia: WOR (AM) / Q3564763